# Решке, Радомир
Радомир Решке (пол. Radomir Reszke; 26 октября 1920, Москва — 2 декабря 2012) — польский композитор, дирижёр и музыкальный педагог. Сын Богумила Решке.
Вырос в Вильне, куда репатриировался его отец, в 1939 году поступил в Виленскую консерваторию. В годы Второй мировой войны дирижировал различными хоровыми коллективами и военными оркестрами. По окончании войны обосновался во Вроцлаве, где поступил в Высшую государственную школу музыки. В 1952 году получил диплом музыкального педагога, в 1954 году — диплом дирижёра, в 1957 году — диплом по композиции (ученик Стефана Болеслава Порадовского). Учился также у Валерьяна Бердяева (дирижирование) и Петра Перковского (композиция).
С 1949 года работал в области подготовки музыкантов-любителей, в 1965—1968 гг. руководил во Вроцлаве трёхлетней программой обучения дирижёров любительских коллективов. Одновременно в 1954—1958 гг. второй дирижёр, в 1961—1963 гг. главный дирижёр Симфонического оркестра Вроцлавской филармонии. В 1962 году стал инициатором проведения во Вроцлаве регионального фестиваля современной музыки (пол. Festiwal Kompozytorów Ziem Zachodnich), который в дальнейшем принял общенациональный, а затем и международный характер и с 1980 года проходит под названием Musica Polonica Nova.
С 1955 года преподавал в Высшей государственной школе музыки во Вроцлаве, с 1978 года профессор. В 1968—1975 и 1978—1981 гг. декан Отделения музыкальной педагогики, в 1972—1981 гг. заведовал кафедрой музыкальной педагогики; в 1984—1985 гг. директор Института музыкальной терапии.